# Vicente da Câmara
Vicente Maria do Carmo de Noronha da Câmara ComIH (Lisboa, 7 de maio de 1928 – Lisboa, 28 de maio de 2016) foi um fadista português.

## Biografia
Vicente da Câmara nasceu em berço aristocrata, remontando a sua ascendência ao navegador que descobriu a ilha da Madeira, João Gonçalves Zarco. Foi o único filho de D. João Luís Seabra da Câmara, notável radialista e locutor Emissora Nacional portuguesa, e de sua primeira mulher D. Maria Edite do Carmo de Noronha, que era irmã da fadista Maria Teresa de Noronha. Era ainda bisneto paterno do destacado dramaturgo João Gonçalves Zarco da Câmara. Sobre a sua origem familiar diria mais tarde:
| “ | O que é a aristocracia? A aristocracia tanto pode estar no povo como noutra coisa qualquer. (…) O aristocrata é aquele que sobressaiu. | ” |

### Carreira artística
Vicente da Câmara recebeu da sua tia D. Maria Teresa e do seu tio-avô D. João do Carmo de Noronha, uma forte influência do Fado, que se habituou a ouvir desde criança.
Segundo as biografias, Vicente da Câmara começou a «puxar para a fadistice» na adolescência e, aos 15 anos, já cantava como amador nos retiros do Bairro Alto — a Adega Mesquita, a Adega Machado ou Adega da Lucília (mais tarde chamado O Faia, de Lucília do Carmo) eram locais de passagem nesse tempo para o então fadista amador que, contudo, nunca integraria nenhum elenco numa casa de fados.
No ano de 1947, incentivado pela tia Maria Teresa e por Henrique Trigueiro, resolveu participar num concurso para jovens fadistas da Emissora Nacional. Na edição desse ano a vencedora foi Júlia Barroso, mas no ano seguinte foi o repetente Vicente da Câmara quem se classificou em primeiro lugar.
A partir dessa data, 1948, passou a atuar de forma cada vez mais frequente em programas da rádio pública, nomeadamente nos Serões para Trabalhadores e no Fados e Guitarradas, programa que a sua tia Maria Teresa manteve no ar durante mais 20 anos, até ao ano de 1962.
Em 1950, pouco antes de migrar para Luanda, como empregado da companhia de petróleos BP, Vicente da Câmara assina o primeiro contrato discográfico com a editora Valentim de Carvalho e, a partir daí, grava vários dos seus êxitos, entre eles o Fado das Caldas — foi o primeiro intérprete a gravá-lo — e Varina.
D. Vicente assume-se assim como um progressista do Fado Castiço, o mais tradicional e popular de Lisboa. Destaca-se pela sua voz timbrada — tem, como dirão os apreciadores e críticos, o tremidinho dos Câmara —, pelo recurso ao improviso e pela naturalidade com que exibe e utiliza melismas, raridade no fado. Durante uma entrevista, insurge-se contra as convenções políticas e afirma ser o fado uma música pobre, e que é na pobreza que reside a riqueza, grandeza, liberdade e valor.
Afincadamente contra os mais conservadores que apenas recriavam os clássicos, ficou para a posteridade o seu maior sucesso, A Moda das Tranças Pretas, que constituiu entre os outros fados do seu repertório, um marco fundamental do fado castiço. Segundo a história, escreveu-o entre 1955 e 1956 num quarto de hotel em Santarém. As primeiras opiniões, incluindo a de seu pai, não foram muito favoráveis, mas ele insistiu em gravar o tema, que rapidamente ganharia o coração de gerações de portugueses.
Em 1967 surge o contrato com a editora discográfica Rádio Triunfo.
Os anos subsequentes, ligados à atividade de inspector da CIDLA, afastam-no um pouco do Fado. Afastamento reiterado na sequência do 25 de Abril de 1974 e do período revolucionário, quando o fado passa por um conhecido período de menor popularidade, que se reflete para o fadista numa quase total ausência de espectáculos.
Na década de 1980, porém, depois de algumas digressões pelo estrangeiro, Vicente da Câmara volta às atuações em público e realiza várias digressões ao Extremo Oriente, numa altura em que Amália Rodrigues, Maria Amélia Proença e outros, também atuaram na mesma zona do globo.
Em 1989 assinala o quadragésimo aniversário da sua carreira no Cinema Tivoli.
Em 2007 o seu trabalho ficou imortalizado no filme Fados, do espanhol Carlos Saura.
Vicente da Câmara morreu no Hospital de S. José, em Lisboa, a 28 de maio de 2016, com 88 anos de idade, vítima de paragem cardiorrespiratória.

## Família
Casado em Lisboa a 23 de Abril de 1955 com Maria Augusta de Melo Novais e Ataíde (Évora, Sé e São Pedro, 30 de Junho de 1929 - 28 de Setembro de 2011), é pai do também fadista José da Câmara; era um dos poucos fadistas restantes da geração do fado aristocrata.

## Discografia
- 2004 Biografias do Fado (CD, EMI - Valentim de Carvalho)[2]

## Prémios e condecorações
- Comendador da Ordem do Infante D. Henrique (27 de Novembro de 2013)[3]
- Medalha de Mérito Municipal da Câmara Municipal do Cartaxo (2013)[4][5]